# Сабанов, Григорий Луарсабович
Григорий Луарсабович Сабанов (1910—1968) — советский военнослужащий, участник Великой Отечественной войны, разведчик 496-й отдельной разведывательной роты 236-й стрелковой дивизии 46-й армии Степного фронта, сержант. Герой Советского Союза (1943).

## Биография
Родился 20 апреля 1910 года в селе Кедигора ныне Ленингорского района Южной Осетии в семье крестьянина. Член ВКП(б)/КПСС с 1940 года. Окончил начальную школу. Работал в колхозе.
В Красной Армии в 1928—1930 годах и с 1941 года. В действующей армии с ноября 1941 года.
Разведчик 496-й отдельной разведывательной роты (236-я стрелковая дивизия, 46-я армия, Степной фронт) сержант Григорий Сабанов в ночь на 26 сентября 1943 года в составе разведывательной группы из 19 разведчиков переправился через Днепр в районе села Сошиновка Верхнеднепровского района Днепропетровской области Украины, занял рубеж, уничтожил одиннадцать фашистов и захватил тягач.
В течение дня группа отразила несколько контратак врага, удержала захваченный рубеж и передала ценные сведения о противнике.
Указом Президиума Верховного Совета СССР от 1 ноября 1943 года за образцовое выполнение боевых заданий командования на фронте борьбы с немецко-фашистскими захватчиками и проявленные при этом мужество и героизм сержанту Сабанову Григорию Луарсабовичу присвоено звание Героя Советского Союза с вручением ордена Ленина и медали «Золотая Звезда» (№ 7101).
В 1945 году старшина Г. Л. Сабанов демобилизован из Вооружённых Сил СССР. Работал в родном селе председателем колхоза. С 1962 года жил в городе Цхинвале, работал в Юго-Осетинском обкоме партии. Скончался 2 апреля 1968 года.
Именем Героя Советского Союза Г. Л. Сабанова названа улица в городе Цхинвали и была названа пионерская дружина Цинагарской средней школы.

## Награды
- Медаль «Золотая Звезда» Героя Советского Союза;
- орден Ленина;
- орден Красной Звезды;
- медали.